# 兆豊国際商業銀行
兆豐國際商業銀行（ちょうほうこくさいしょうぎょうぎんこう）は台湾の商業銀行である。本店は台北市中山区にある。

## 概要
兆豐國際商業銀行は、2006年に中国国際商業銀行（ちゅうごくこくさいしょうぎょうぎんこう、ICBC：International Commercial Bank on China）と交通銀行（こうつうぎんこう、Chiao Tung Bank）が合併して誕生した。存続銀行は中国国際商業銀行である。合併時点での資本総額は641億NTドル。
現在でも、同行のSWIFTコードは旧中国国際商業銀行のICBCを使っており、また桃園国際空港内の同行両替所の看板においても、旧中国国際商業銀行の略称であるICBCの文字を見ることが出来る。
日本では東京都千代田区丸の内に東京支店が、大阪市中央区道修町に大阪支店がそれぞれ設置されている。
大阪支店は2023年6月5日より大阪市中央区内本町に移転。

## 歴史
前身のひとつである交通銀行の設立は1906年のことで中華民国政府よりも歴史が古い。当初は国庫の収支の管理や小切手の発行等の業務を行う国営銀行であった。1928年に実業銀行、1975年には興業銀行、1982年には開発銀行と形態を変えていった。
中国国際商業銀行は1971年に民営化されるまで中国銀行と称していた。中国銀行は1912年に孫文により国営の外国為替専門銀行として設立されたが、国共内戦で大陸を支配した中華人民共和国政府に接収される。中華民国側はこれをみとめず、旧中国銀行を正当に継承する銀行としてあらたに中国銀行を設立した。中華民国政府はこれを動乱によって休止していた営業を再開したものであると主張した。
中国銀行は1960年代には、輸出促進政策においては国際金融業務を行う外為銀行として大きな役割を果たした。1970年代の中国商業銀行と交通銀行は政府の行政院開発基金の資金を重工業を中心に融資することで台湾産業界の発展に大きく寄与した。1980年代からの台湾産業の多様化の時代には民間への融資も増えた。
1990年代からは金融自由化の時代を迎え、交通銀行は1999年に民営化された。
2002年兆豐金控(Mega Holdings)を設立し、交通銀行および中国国際商業銀行を傘下におさめ、2006年8月21日に交通銀行と中国国際商業銀行は合併し、兆豐國際商業銀行に商号変更した。